# Fra Lippo Lippi (poème)
Pour l’article homonyme, voir Fra Lippo Lippi (groupe).
Fra Lippo Lippi est un monologue dramatique écrit par le poète victorien Robert Browning. Le poème fait partie de Men and Women, recueil de cinquante-et-un poèmes réunis en deux volumes et publiés en 1855.
Tout au long du poème, par la seule voix du locuteur auquel il donne la parole, Browning trace les traits d'un peintre ayant réellement existé au XVe siècle, Fra Filippo Lippi, qui voit s'affronter l'opposition entre une vie religieuse tout entière consacrée à l'Église, ou une vie non dénuée de loisirs. Le poème soulève la question de savoir si l'art doit fidèlement peindre la réalité, ou s'il doit donner de la vie une image idéalisée.
Un thème secondaire de ce monologue dramatique est en effet l'influence de l'Église sur l'art. Bien que Fra Lippo Lippi peigne des œuvres conformes à la réalité, l'Église lui demande d'en refaire une grande partie, en lui enjoignant de peindre l'âme et non la chair (« Peignez l'âme, ne vous occupez jamais des bras et des jambes ! »).
Outre le thème de l'Église et de son désir de changer la façon dont le Sacré est représenté dans l'art, le poème cherche à analyser les rapports entre séculier et religieux, dans la manière dont une personne « sainte » doit mener sa vie. Les questions du célibat, des lois de l'Église et des textes canoniques sont abordés, y compris par le biais de personnages secondaires apparaissant au fil du discours du moine-peintre.